# 結城元胤
結城 元胤（ゆうき もとたね）は、室町時代の武将である。通称は十郎。

## 概要
奉公衆二番衆として名前が確認できる。足利義稙、足利義澄、再び義稙と将軍が変わる中で在京し続けた。『実隆公記』永正17年（1520年）1月11日条が史料上確認できる下限。